# Награда за мир ГУСИ
Наградата за мир ГУСИ (GUSI PEACE PRIZE) е учредена през 2002 г. от филипинската фондация GUSI Peace Prize Foundation.
Наградата се присъжда ежегодно на личности с ярък принос за миротворчество, хуманитарна дейност и опазване на човешките права. 
Основателят на фондацията и неин председател Бари Гуси (Barry Gusi) има амбицията да наложи Наградата за мир ГУСИ като азиатски еквивалент на Нобеловата награда за мир. 
Наградата за мир ГУСИ се присъжда на живи личности, които трябва лично да присъстват на тържествената церемония по връчването, която се състои всяка година през ноември в Манила – столицата на Филипините. Задочно награждаване (без лично присъствие) не се практикува.
За разлика от Нобеловата награда за мир, която е само веднъж в годината, Наградата за мир ГУСИ се присъжда за принос в различни области, като миротворчество, дипломация, хуманитарна и социална дейност, образование, филантропия, наука и иновации, опазване на природата и биоразнообразието, изкуства, журналистика, за постижения в различни клонове на науката (медицина, фармация, право, химия, и др.), но задължително с насоченост към утвърждаване на мира и социалната справедливост. Категориите, за които се номинират лауреати на Наградата за мир ГУСИ, не са постоянни. За някоя от категориите може да се номинират повече кандидати, а за други категории – да няма лауреати въобще. Допуска се и добавяне на нови категории.
При първата церемония през 2002 г. са наградени общо 5 лауреати, като броят им с годините се увеличава, но не е постоянен.
През 2010 г. за неговия принос в областта „Наука и иновации“ е номиниран първият българин – изобретателят проф. Живко Желев.
Тържествената церемония се предава на живо по световните телевизионни и сателитни канали.

## Лауреати
Поради трудности и нееднозначност на транскрипцията имената са оставени написани на латиница.

## 2010LaureatesАрхив на оригинала от2010-11-30 вWayback Machine.
- Honourable Arnold Foote (Jamaica)
- Honourable Mary Chinery-Heese (Ghana)
- Dr. Michael Nobel (Sweden)
- Mr. Yank Barry (Canada)
- Dr. Art-Ong Jumsai (Thailand)
- Professor Jivko Jelev (Bulgaria) – проф. Живко Желев, България
- Major General Mahinda Hathurusinghe (Sri-Lanka)
- Professor Dr. Irinel Poppescu (Romania)
- Mr. Arne Veidung (Norway)
- Mr. Johan Schotte (Belgium)
- Mr. David Plattner (USA)
- Professor Raoul Parienti (Italy)
- Honourable Oliver "Buck" Revell (USA)
- Rev. Fr. Rocky Evangelista (The Philippines)
- Consul General Lo Seng Chung (China)
- Mr. Walter Maibaum (USA)
- Mr. Demetri Argyropoulos (Greece)
- Dr. Rainer Krell (Germany)
- Ambassador Ivonne A-Baki (Ecuador)

## 2009
- Bob Filner (USA)
- Christine M. Warnke, Ph.D. (USA)
- Her Royal Highness Princess Fuziah Raja Uda (MALAYSIA)
- Hon. Massimo Romagnoli (ITALY)
- Ambassador Preciosa S. Soliven (PHILIPPINES)
- Lea Salonga (PHILIPPINES)
- Alexey Steele (RUSSIA)
- Ali Nasuh Mahruki (TURKEY)
- Charalambos Lambrou (CYPRUS)
- Madam Timi Bakatselos (GREECE)
- Madam Surapee Rojanavongse (THAILAND)
- Dr. Ho Son Fat (MACAU)
- Dr. Rudiger Losch (GERMANY)

Natividad Mercedes Meza (PARAGUAY)
- Dr. Liu Chi Chun (TAIWAN)
- Silvia Scherer (SWITZERLAND)
- The Most Rev. Fr. Joseph A. Faller (PHILIPPINES)
- Ali Nasuh Mahruki (TURKEY)
- Dr. Alice Chui (HONG KONG)
- Professor Emil-Silvio Ciobata (ROMANIA)

## 2008
- Congressman Gus Bilirakis (USA)
- Dr. James Boss Singapore)
- Kevin Kwan (Hong Kong)
- Dr. Henry Lee (USA)
- Speaker of the House Tan Sri Pandikar Mulia (Malaysia)
- Charles Njonjo, (Kenya)
- Dr. Dan Zoltan Reinstein (UK)
- Rolf Schwind (Germany)
- Giorgios Tassou (Cyprus)
- Dr. Harold Lindsay Thompson (Australia)
- Rosario Uriarte (Philippines)
- Antonio Lopez (Philippines)